# Just Do It
Just Do It es el segundo álbum de estudio de la cantante neerlandesa de música pop-rock Kim Lian. Fue lanzado el 28 de octubre del 2006 en los Países Bajos.
Kim-Lian había recientemente roto con su discográfica CMM Records, y subsecuentemente firmó con Bass Commander Records, donde ella produjo este álbum.

## Sencillos
Tres sencillos fueron lanzados antes que el álbum, siendo estos "Road to Heaven", "In Vain" y el sencillo descargable "Feel".

## Lista de canciones
| #   | Título                                      |
| --- | ------------------------------------------- |
| 1.  | "Road to Heaven"                            |
| 2.  | "Stronger"                                  |
| 3.  | "Anywhere I Go"                             |
| 4.  | "Should've Kissed You"                      |
| 5.  | "Open Up Your Eyes"                         |
| 6.  | "In Vain"                                   |
| 7.  | "Starlight"                                 |
| 8.  | "Just Do It"                                |
| 9.  | "Mysterious Beautiful"                      |
| 10. | "Feed My Demon"                             |
| 11. | "Riotgirl"                                  |
| 12. | "Come Back to Me"                           |
| 13. | "Feel"                                      |
| #   | DVD                                         |
| 1.  | "Road to Heaven" [Video]                    |
| 2.  | "In Vain" [Video]                           |
| 3.  | "Road to Heaven" [In Las Vegas] (Making Of) |
| 4.  | "In Vain" [Behind The Scenes] (Making Of)   |
| 5.  | Exclusive Interview with Kim-Lian           |